# 艾朴
艾朴（1507年—？），字子文，江西吉安府永豐縣人，民籍，明朝政治人物。

## 生平
嘉靖十年（1531年）辛卯科江西鄉試第十一名舉人。嘉靖十四年（1535年）中式乙未科會試第八十三名，登第三甲第八十一名進士。授推官，二十一年十一月选授四川道试御史，二十五年巡倉，二十六年九月禮科給事中馬錫弹劾戶部尚書王杲与艾樸私受贿赂，世宗大怒，下王杲、艾朴等人鎮撫司審問，後發邊衛充軍。

## 家族
曾祖艾祖望；祖父艾端和；父艾瑞，曾任訓導。前母鄒氏；母劉氏。具庆下。